# Titokdoboz

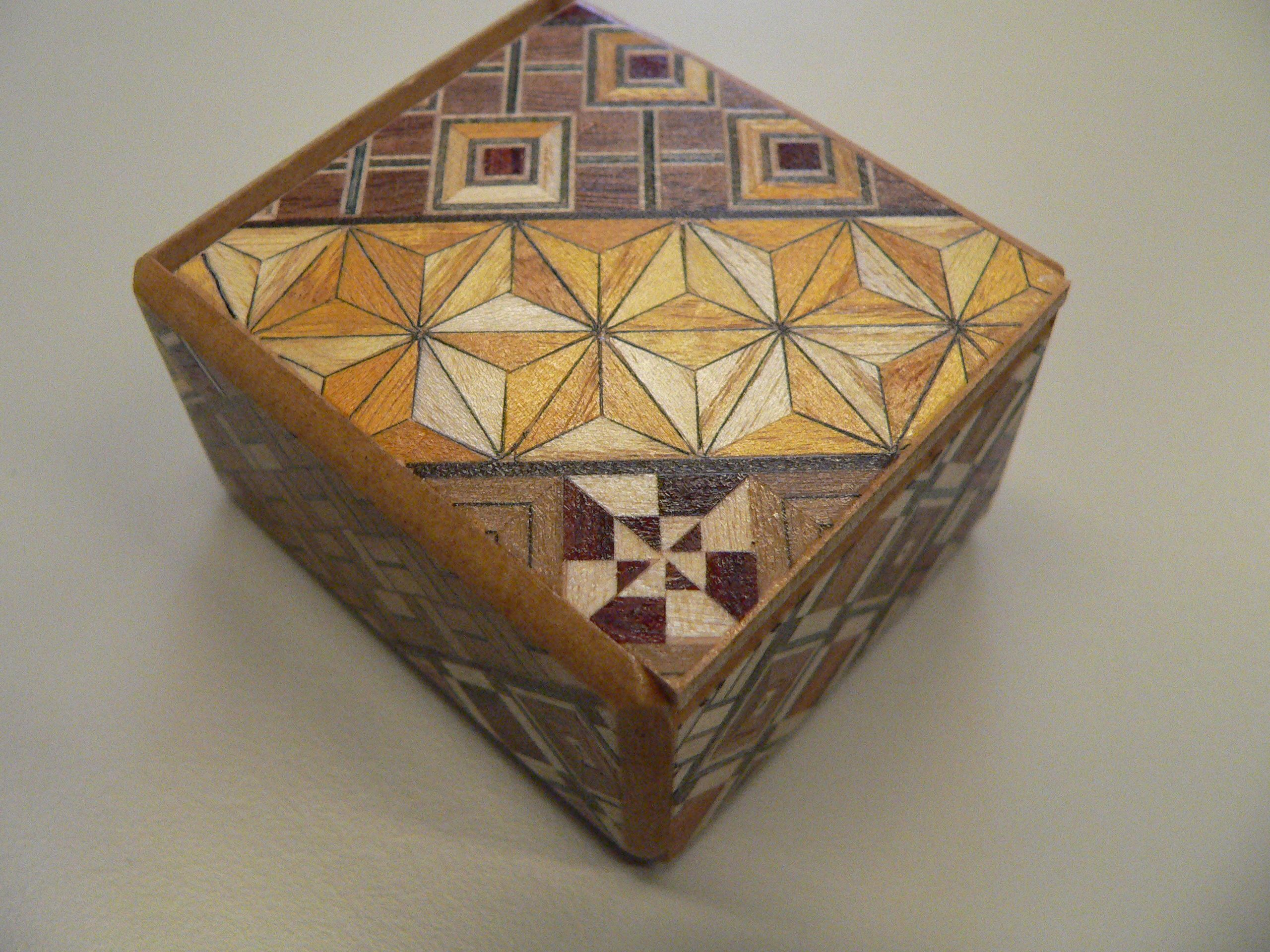
Japán titokdoboz zárva

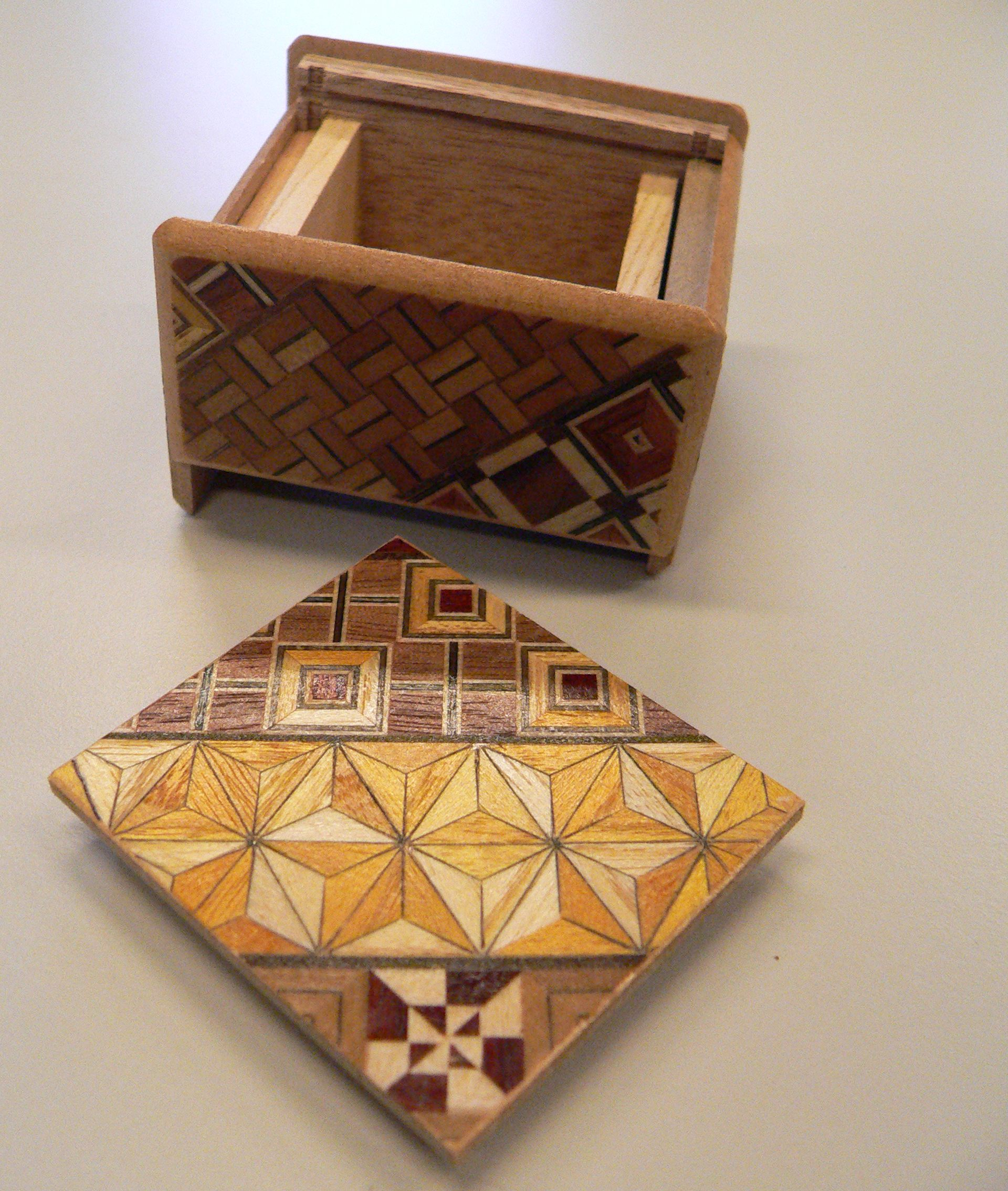
Japán titokdoboz nyitva

A titokdoboz, vagy más néven kirakós doboz, trükkös doboz olyan tárgyat jelöl, amelynek kinyitásához több kifinomult apró mozdulattal kell elmozgatni a doboz meghatározott elemeit a megfelelő sorrendben ahhoz, hogy a dobozt ki tudjuk nyitni. Néhány titokdoboznál elegendő a doboz elcsavarása a megfelelő irányba a kinyitáshoz, míg másoknál ehhez számos apró lépést kell követni.
A titokdoboz Japánból ered, Hakone régióból. A 19. század fordulóján himitsu-bako, vagy titokdoboz néven vált ismertté. Néhány dobozban szerencseüzenet is szerepel a doboz kinyitásakor. A titokdobozok létrehozásának célja, hogy rejtve tartsák annak tartalmát az illetéktelenektől, és ennek elérésére kettőtől akár ezerötszázig terjedő számú lépés kombinációja is szükséges lehet a kinyitásukhoz.

## A populáris kultúrában
Az Agymenők második évadának hetedik részében Sheldon Cooper otthon hagyja a pendrive-ját, amelyet Penny segítségével szeretne visszakapni. Ennek során Pennyvel keresteti meg az adathordozót. Az adathordozót rejtő fiók kulcsa pedig egy titokdobozban van elhelyezve. A lány a bonyolult műveletsor elvégzése helyett egyszerűen összetöri a dobozt.

## Fordítás
- Ez a szócikk részben vagy egészben  a   Puzzle box című angol Wikipédia-szócikk ezen változatának fordításán alapul.  Az eredeti cikk szerkesztőit annak laptörténete sorolja fel. Ez a jelzés csupán a megfogalmazás eredetét és a szerzői jogokat jelzi, nem szolgál a cikkben szereplő információk forrásmegjelöléseként.